# Richard Walther Darré
Pour les articles homonymes, voir Darré.
Richard Walther Darré, né 14 juillet 1895 à Buenos Aires en Argentine et mort le 5 septembre 1953 à Munich en Allemagne, est un général SS (SS-Obergruppenführer) et un des principaux théoriciens nazis de l’idéologie Blut und Boden (« Le sang et le sol »).
Reichsleiter du parti national-socialiste, il a été chef du bureau de la race et du peuplement (RuSHA) de la Schutzstaffel de 1931 à 1938, et ministre de l'Alimentation et de l'Agriculture du Troisième Reich de 1933 à 1942.

## Premières années
Richard Darré est né à Belgrano, un quartier de Buenos Aires en Argentine, d’un père allemand et d’une mère germano-suédoise. Son père était le directeur d’une entreprise d’import/export. Bien que leur mariage ne fût pas heureux, ils vivent dans un certain confort, leurs enfants recevant une solide éducation privée jusqu’à ce qu’ils doivent rentrer en Allemagne quand les relations internationales se dégradèrent dans les années précédant la Première Guerre mondiale. L’éducation de Darré lui permit de parler couramment l’allemand, l’espagnol, le français et l’anglais.
Ses parents l’envoient en Allemagne à neuf ans pour poursuivre sa scolarité à Heidelberg. En 1911, il est envoyé en échange scolaire à la King's College School de Wimbledon. Le reste de la famille rentre en Allemagne en 1912. Richard (comme on l’appelle alors) passe ensuite deux ans à l'Oberrealschule de Gummersbach, puis début 1914 à l’école coloniale allemande de Witzenhausen, au sud de Göttingen, où s’éveille son intérêt pour l’agriculture. Il échoue cependant à l'Abitur.
Après une année à Witzenhausen, il se porte volontaire pour partir au front. Il est légèrement blessé plusieurs fois au cours de la Grande Guerre.
À la fin de la guerre, il hésite à retourner en Argentine pour travailler dans l’élevage, mais l’affaiblissement des finances familiales dans les années d’inflation rend ce projet impossible. Il retourne donc à Witzenhausen pour terminer ses études, et effectue un stage dans une ferme en Poméranie. Les observations qu’il y fait sur la situation des soldats allemands revenant du front influencent ses écrits ultérieurs.
En 1922, il intègre l’université de Halle afin d'y poursuivre ses études, bénéficiant des contacts noués dans les tranchées : il y suit un cursus d’agronomie, se spécialisant dans l’élevage. Il ne soutient cependant sa thèse d’université qu’en 1929, à l’âge assez avancé de 34 ans. Au cours de ces années, il travaille également en Prusse-Orientale et en Finlande.

## L’éveil politique
Lorsqu’il était jeune homme en Allemagne, Darré rejoint d’abord les Artamans, un groupe de jeunes affilié au mouvement Völkisch, plus particulièrement dédié au retour à la terre. C’est dans ce cadre que Darré commença à développer l’idée que l’avenir de la race nordique était lié à la terre, dans ce qui finit par être connu sous le nom de Blut und Boden. Blut (le sang) représente ici la race ou la lignée, et Boden peut être traduit comme le sol, la terre ou le territoire. L’essence de cette théorie repose sur la relation mutuelle et prolongée entre un peuple et la terre qu’il occupe et qu’il cultive. Son premier article politique en 1926 traitait de la « colonisation interne », s'opposant aux tentatives de la République de Weimar de regagner l’empire colonial allemand perdu à la suite du traité de Versailles. La plupart de ses écrits de l’époque ne traitent cependant que d’aspects techniques de l’élevage.
Son premier ouvrage, Das Bauerntum als Lebensquell der nordischen Rasse (La Paysannerie en tant que source de vie de la race nordique) est écrit en 1928. Il y défend des méthodes plus naturelles de gestion des terres, soulignant en particulier l’importance de la protection des forêts, et réclame davantage de surface libre et d’espace pour l’élevage des animaux de ferme. Parmi ceux qui entendirent ces arguments et en furent impressionnés figurait Heinrich Himmler, lui-même membre des Artamans.
« Dans ses deux ouvrages principaux, il a défini la paysannerie allemande comme un groupe racial homogène d’origine nordique, formant le cœur culturel et racial de la nation allemande. […] Le taux de fécondité nordique étant moins élevé que celui des autres races, la race nordique se trouvait à terme menacée d’extinction. »
Par des amis communs originaire de Thuringe, il est présenté à Hitler, puis, peu après cette rencontre, adhère au NSDAP en 1930.

## Membre du parti national-socialiste
Darré devient un membre actif du parti national-socialiste à l'été 1930. Auslandsdeutsche, il a passé les années les plus marquantes de sa vie à l'étranger, comme nombre des principaux cadres du NSDAP.
Fort de ces succès dans les régions rurales, il atteint le grade de Reichsleiter, le rang le plus élevé après le Führer lui-même, et rencontre pour la première fois celui-ci en 1930.
À partir de 1930, sous son influence, le NSDAP publie un programme agraire, afin de s'attirer les votes des paysans, tout en mettant en place une organisation agraire, aboutissant non seulement à la conquête électorale de l'Allemagne rurale, mais aussi à la mainmise sur de nombreuses organisations du secteur agricole. Ses efforts sont rapidement couronnés de succès, le vote en faveur du NSDAP étant multiplié par plus de 4 chez les fermiers, les petits paysans et les ouvriers agricoles.

### Une influence importante sur le parti
Partisan d'une refondation agrarienne du Reich et du Volk, il lui appartient, avec d'autres, d'assurer le rôle de trait d'union entre différentes clientèles électorales du NSDAP, les ouvriers et les paysans.
En raison des succès rapidement remportés dans les régions agricoles du Reich à partir de la mise en place d'un appareil de propagande à destination des régions agricoles, son influence au sein du parti croît rapidement ; fort de ces succès, il est désigné responsable de la politique agraire au sein du NSDAP puis, s'appuyant sur un réseau d'« hommes de confiance ruraux », commence à mettre en place, en marge du NSDAP, sa propre organisation. À partir de 1933, il organise la mise à l'écart systématique des dirigeants agrariens dans le Reich, lui permettant de briguer la fonction de Reichsbauernführer, chef des paysans du Reich.

### Un acteur de la politique raciale et religieuse du NSDAP

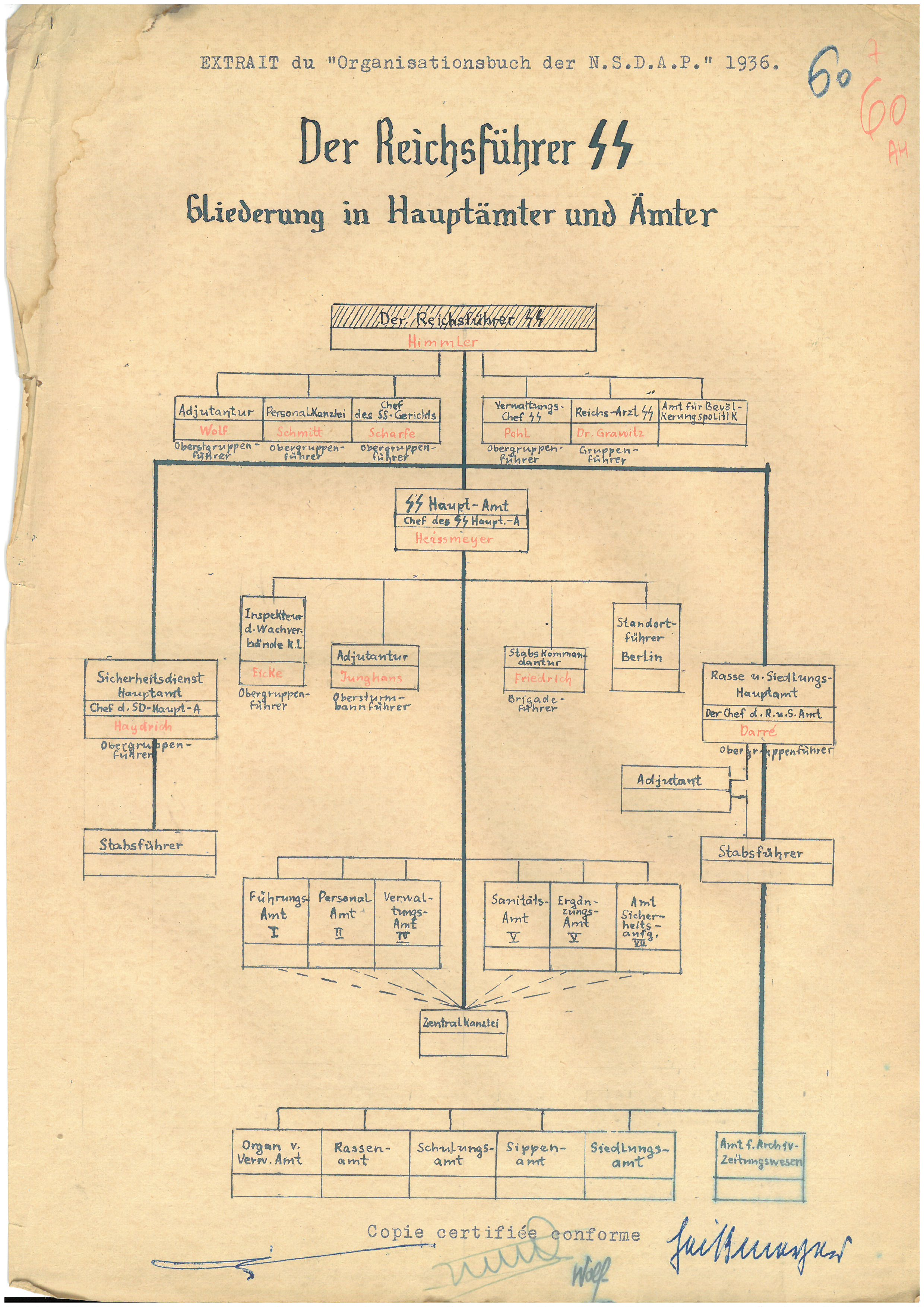
Organisation de la SS.

Théoricien, il devient rapidement un acteur de premier plan de la politique raciale menée par la SS, organisation satellite du NSDAP non encore parvenue au pouvoir, puis après la prise du pouvoir en 1933.
Son rôle central dans la création en 1931 du bureau de la race et du peuplement (Rasse- und Siedlungshauptamt ou RuSHA), une organisation SS violemment raciste et antisémite, lui fait prendre un ascendant certain sur Heinrich Himmler, qui l'en nomme président. Fort de cette proximité, il assure le triomphe des thèses nordicistes, tout d'abord au sein de la SS, en imposant à ses postulants une présélection sur des critères raciaux, puis au sein du parti nazi.
Fort de son expérience dans le domaine de l'élevage de bétail, il tente, avec l'accord de Himmler, de mettre en place les critères de sélection des membres de la SS, afin de transformer cette dernière en nouvelle aristocratie raciale au sein du Reich, usant dans ces écrits et discours de termes utilisés dans la pratique de l'horticulture et du jardinage.
Il est alors proposé par Himmler pour être le premier responsable de l'office de la race et de la colonisation. Au sein de ce bureau, il développe le plan Rasse und Raum (La Race et l’espace ou La Race et la place) qui fournit un support idéologique à la politique d’expansion nazie, avec les théories de la Drang nach Osten (expansion vers l’est) et de la Lebensraum (espace vital) développées par Hitler dans Mein Kampf. Il appartient ainsi au cercle rapproché de Himmler, invité à participer aux cérémonies constitutives de la SS, notamment celle destinée à célébrer, en 1937, Henri le Lion, dont Himmler se veut le continuateur.
Cependant, favorable à l'expansion du Reich, il demeure l'un des membres du NSDAP parmi les plus hostiles à l'expansion coloniale ultramarine, justifiant sa position par la priorité qu'il accorde à la conquête du Lebensraum et l'exploitation agraire dans l'Est de l'Europe.
Acteur, avec Ley, Rosenberg et Himmler, de la politique antichrétienne,, Richard Darré participe également au prétendu « renouveau » moral souhaité par les proches de Hitler. Il souhaite un retour à la germanité, Deutschtum, originelle, celle des Teutons et des Germains non convertis au christianisme, apporté par les Latins alors en pleine décadence. Pour lui, le Troisième Reich constituerait l'affrontement ultime entre les tenants de la Germanité et les tenants de la chrétienté. En 1935, avec Himmler et Hermann Wirth, Darré fonde l’Ahnenerbe, un institut de recherche sur la « race allemande » qui conduira plus tard des expérimentations sur les prisonniers des camps de concentration.

### Organisateur de la propagande à destination des paysans
À partir de 1928, avec le soutien de Hitler, il développe une propagande spécifique à destination des paysans : fondé sur des écoles de propagande du NSDAP, ce dispositif s'appuie sur la formation d'orateurs formés à prendre la parole devant un auditoire spécifique, les paysans.
À l'été 1931 il met en place un appareil politique rural, pour recruter les paysans au parti nazi. Cet appareil avait trois objectifs principaux :
- exploiter le mécontentement dans les campagnes contre le gouvernement citadin de la République de Weimar ;
- faire des paysans une base électorale pour le nazisme ;
- utiliser ultérieurement cette base comme colons pour remplacer les Slaves dans les futurs territoires conquis à l'est.

L'organisation qu'il met en place vise à donner au parti une image de parti paysan, renforcée par une intense propagande, relayée par une presse active : un hebdomadaire, le Nationalsozialistiche Landpost, des suppléments agricoles dans les journaux nazis ; la majorité absolue obtenue par le NSDAP auprès des paysans lors des élections de mars 1933 constitue le résultat de cet activisme.
À partir de 1933, il accepte la définition nazie du socialisme, « le droit d'accéder à la propriété par un travail honnête »; dans ce cadre, les propriétés foncières ne doivent pas être expropriées, mais leurs propriétaires doivent mettre en œuvre la politique définie par le chancelier et son cabinet, sous peine de voir leurs propriétés confiées à d'autres.

## Acteur institutionnel du Troisième Reich
Membre historique du parti national-socialiste, acteur de la conquête du pouvoir, Darré est naturellement appelé à exercer des fonctions dès le milieu de l'année 1933 au sein du gouvernement du Reich. Il est ainsi nommé ministre de l'Agriculture, tandis qu'il joue un rôle essentiel dans la mise en place des structures paysannes du Reich réorganisé en 1933

### Ministre de l'Agriculture
Peu après cette prise de pouvoir, dès juin 1933 et jusqu’à mai 1942, Darré exerce les fonctions de Reichsminister de l’Agriculture et l’Alimentation, tout en conservant ses fonctions de chef des paysans du Reich. Il fait campagne pour que les grands propriétaires terriens donnent une partie de leurs terres afin de créer de nouvelles exploitations agricoles, et promeut la controversée Erbhofgesetz (de), qui réforme les lois sur l’héritage pour éviter l’émiettement des fermes en plus petites unités. Il joue aussi un rôle décisif dans la revendication de territoires près de la mer du Nord.

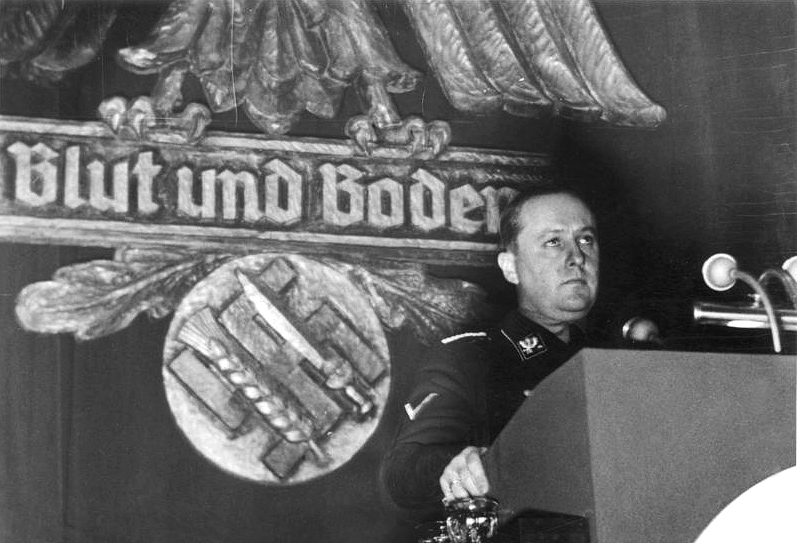
Richard Walther Darré, ministre de l'Agriculture de 1933 à 1942, prononce un discours devant la devise Blut und Boden en 1937. Le Generalplan Ost conçu en 1941 a pour objectif avoué de conférer les ressources du grenier à blé de l'Ukraine à la population allemande.

Habilement, il profite du réseau du NSDAP dans les campagnes et de la dissolution des partis politiques au cours du printemps 1933 pour s'emparer du ministère de l'agriculture, à la faveur de la démission du ministre, Alfred Hugenberg, le 26 juin 1933, faisant partie des nazis bénéficiant de l'éviction des ministres conservateurs.
Parallèlement à ses fonctions ministérielles, Richard Darré est également élu député aux élections de novembre 1933, placé en septième position sur la liste conduite par Hitler en personne.
Ministre de l'Agriculture nouvellement nommé, il reprend la politique qu'il avait mise en place dans la première moitié de l'année 1933, ayant obtenu de Göring, président de l'État libre de Prusse, l'application partielle de son programme agraire par des voies administratives; cette politique est menée contre l'avis de son secrétaire d'État von Rohr, proche de son prédécesseur, entraînant la démission de ce dernier quelques mois plus tard.
Au cours du second semestre 1933, son ministère multiple les propositions de lois, le 15 juillet, une loi « sur la compétence du Reich pour la régulation de l'organisation corporative de l'agriculture », puis le 13 septembre, un seconde loi sur « l'organisation provisoire du Reichsnährstand et les mesures de régulation des prix et du marché pour les productions agricoles »,, et enfin, le 19 septembre, une loi sur les domaines héréditaires sont ainsi proposées, puis complétées par des ordonnances fixant les modalités pratiques de mise en application de ces lois,, excluant notamment les Juifs et les porteurs de « sang de couleurs » de son champ d'application,. Ces lois lient le paysan à la terre, et privent le paysan de la libre disposition de ses terres.
Dans le même temps, Darré utilise le Reichsnährstand pour compléter le contrôle de son organisation des industries liées au secteur agricole : il tente de prendre le contrôle des industries produisant du matériel agricole.
Comme de nombreux nationaux-socialistes, Ley ou Bormann, il mène une politique hostile aux intérêts des commerçants, notamment ceux qui pratiquent le commerce de détail.
Il tente de concilier les contraires dans sa politique agraire, les ambitions du mouvement nazi dans ce domaine, opposées aux réalités d'une économie en pleine transformation : jusqu'à la mise en œuvre du Plan de quatre ans, les contradictions issues de la confrontation des slogans nazis et des contraintes économiques sont résolues au détriment de ceux qu'il doit représenter.
À côté de cette politique agricole, Darré participe à l'adoption et à la mise en œuvre d'une des premières législations de protection de la nature; cependant, à la demande de Göring, la législation protectrice de 1935 est remise en cause dans les faits dès 1936. En effet, le responsable du Plan de Quatre Ans demande au ministre de l'Agriculture d’accélérer la réalisation de la politique autarcique : il obtient l'appui des paysans pour cette bataille de la production, menée avec des engrais chimiques, des pesticides et une déforestation de grande ampleur.

### Apogée puis disgrâce
À partir du milieu des années 1930, le ministre de l'Agriculture, maître d’œuvre de la politique du Reich en matière d'agriculture et d'alimentation à partir de 1933, doit compter avec les signaux contradictoires venant des cadres traditionnels comme des Gauleiter, responsables territoriaux du NSDAP. Ainsi, la montée en puissance de Göring au sein du IIIe Reich a aussi des conséquences sur la carrière de Darré.
Les premières mesures qu'il prend lui aliènent durablement les membres du cabinet du Reich : le ministre des affaires économiques attaque la loi Erbhof, la rendant responsable par anticipation d'une baisse des rendements et de la productivité dans l'agriculture ; le président de la Reichsbank reproche au projet de loi sa capacité à remettre en cause le prêt hypothécaire dans l'agriculture ; Schacht ordonne de refuser tout prêt garanti sur une propriété régie par la loi Erbhof,. Le conflit avec Schacht connaît un renouveau d'acuité lors de la récolte de 1934, Darré réclamant pour le compte de son ministère de nouvelles allocations de devises, lorsqu'il semble clair que les résultats de la bonne récolte de 1933 ne seront pas renouvelés, Schacht se servant de l'allocation de devises, alors à la disposition de la Reichsbank, pour saper l'autorité de Darré, ce conflit tourne rapidement à son avantage, Göring arbitrant en sa faveur.
En effet, à partir de 1935, il doit accepter les ingérences, dans le périmètre de son ministère, de Göring, mandaté pour arbitrer la querelle qui l'oppose à Schacht afin de concilier les exigences contradictoires de la politique d'armement et de la politique frumentaire du IIIe Reich. En outre, par l'entremise du Plan de Quatre Ans, Göring prend progressivement le contrôle de sa sphère de compétence, par l'entremise du secrétaire d'État Herbert Backe, en mesure d'intervenir dans tous les domaines de compétence de Darré.
Non content de s'aliéner les milieux d'affaires, il doit aussi affronter l'hostilité de certaines structures liées au NSDAP. Ainsi, après la mise en place du Reichsnährstand, Darré doit affronter l'hostilité de la SA, de nombreux Gauleiter, notamment Erich Koch, responsable de la Prusse-Orientale, et d'organismes concurrents du sien. Cependant, fin connaisseur du NSDAP, il prend soin de se rapprocher de Hitler, chaque fois que cela est nécessaire; à l'automne 1933, au cours des débats sur la loi Erbhof, il se rend à l'Obersalzberg, afin d'obtenir l'aval de Hitler sur la question.
En dépit de sa position précaire, il reste appuyé sur le principal acteur économique du Reich, et, à ce titre, exerce un contrôle non seulement sur une part non négligeable de l'économie allemande, mais aussi sur le prix de la nourriture des citoyens allemands.
Le conflit avec la SA et, d'une manière générale, avec l'aile gauche du NSDAP, se cristallise autour de la colonisation des régions peu peuplées du Reich, la politique menée par Darré étant considérée en 1933 comme contraire aux attentes de cette organisation et autour du débat traitant des hypothèses nordicistes. Erich Koch, l'un des tenants de l'aile gauche du NSDAP, limite considérablement les prérogatives et les possibilités d'action des subordonnés de Darré dans son Gau, les menaçant de déportation, par exemple. Ce conflit se double d'un antagonisme sur la définition de la race nordique : soutenant Hans Günther, il obtient le renvoi de l'institut de biologie du Reich de Friedrich Merkenschlager, l'un des plus anciens membres du NSDAP, suscitant une levée de boucliers au sein du NSDAP et du monde universitaire. De plus, comme de nombreux tenants de l'institutionnalisation de la situation de 1933, il se positionne contre la politique menée par Röhm, soutenant ainsi Hitler dans le conflit qui l'oppose à ce dernier.
De même, la politique du Reichsbauernführer se heurte à la position de Robert Ley, responsable du Front du Travail, ce dernier rendant Darré responsable de l'amplification de l'exode rural dans le Reich.
Par ailleurs, ministre de l'Agriculture, il doit composer avec les organismes de planification agraire et raciale de la SS, qu'il a contribué à mettre en place, lorsqu'il affichait sa proximité avec Himmler ; les relations entre les deux hommes se dégradent dès la fin des années 1930, Himmler s'appuyant de préférence sur Herbert Backe. Ainsi, l'expansion territoriale du Reich, censée lui conférer de nouvelles sphères de compétences, constitue en réalité un moment de diminution de ces dernières, qu'il est obligé de partager avec Himmler, Darré exerçant son autorité sur les « colonies civiles », tandis que Himmler s'arroge le contrôle des « colonies SS ».
Selon Broszat, ces oppositions quant à la politique menée par Darré masquent en réalité le choc d'ambitions rivales au sein du NSDAP.
Cependant, en dépit de ces oppositions, la fête de la moisson, organisée tous les ans, constitue le moment de la manifestation de la puissance de l'organisation qu'il a mise sur pied; lors de sa première édition, en octobre 1933, le rassemblement du Bückerberg, en Basse-Saxe, est le plus imposant des rassemblements nazis de la période. Par la suite, ces fêtes deviennent le point de rendez-vous du gouvernement et des membres importants du NSDAP. À cette occasion, il organise la réunion de près de 500 000 personnes, à la périphérie de Hamelin, mobilisant la Reichswehr, les services de l'État et du parti.
Ministre de l'Agriculture, il s'est aliéné un certain nombre d'acteurs économiques influents dans la vie politique et économique du Reich; mais il était toujours parvenu à maintenir un lien, voire une alliance avec Himmler. Cependant, après toutes ces années, sa proximité avec Himmler, notamment sur les questions coloniales, est mise à mal dans le contexte de l'essor politique et territorial du Reich, l'essor territorial du Reich à l'Est, à partir de 1938, rendant moins utile l'alliance de Himmler avec Darré : il est ainsi limogé du RuSHA cette même année. En effet, Darré, théoricien nazi agrarien, a été instrumentalisé par Himmler, d'abord pour la conquête de la sphère idéologique aux dépens d'Alfred Rosenberg, ensuite afin de laisser penser que les projets coloniaux de la SS sont destinés à entrer en application dans un futur lointain. Mais les premières velléités coloniales et colonisatrices de la SS génèrent les bases du conflit de conceptions qui oppose Darré à Himmler : Darré souhaite un programme colonial agrarien, tandis que Himmler, appuyé sur Hitler, défendait des options colonisatrices plus belliqueuses ; ses thèses agrariennes influencent cependant fortement l'imaginaire colonial de Himmler et de son organisation.
Himmler prend ostensiblement ses distances avec Darré à partir de 1938. Mais les divergences idéologiques n'expliquent pas à elles seules l'éloignement de ces deux membres de l'élite nationale-socialiste. En effet, Darré formule à l'encontre de la SS des critiques de plus en plus violentes, étant réservé sur la mutation de la SS en simple garde prétorienne du régime.
Cette disgrâce se manifeste non seulement par la recomposition, à ses dépens, de l'organigramme de l'Ahnenerbe mais aussi par l'impossibilité d'obtenir, via l'intermédiaire de Hans Lammers, une audience avec le chancelier, ou encore par l'interdiction qui lui est faite de se rendre en Pologne ; de plus, lorsque, en octobre 1939, il offre sa démission, elle est refusée par Hitler. Darré est également en mauvais termes avec le ministre de l’économie Hjalmar Schacht, en particulier après les mauvaises récoltes du milieu des années 1930. Malgré une tentative de maintenir des relations cordiales avec Himmler, les relations entre les deux hommes deviennent très mauvaises, Darré manifestant de l'hostilité à l'encontre de Himmler à partir de 1940.
Le déroulement de la guerre achève de remettre en cause l'influence dont Darré dispose au sein du NSDAP et du Troisième Reich. Ainsi, Darré et les organismes qu'il contrôle tentent de jouer un rôle significatif dans l'élaboration et la mise en œuvre des projets coloniaux dans l'Est de Europe, mais il est rapidement privé de tout pouvoir effectif, face à la SS omniprésente à l'Est. Il est écarté par Himmler et la SS de la préparation des projets coloniaux, ce dont il se plaint auprès du Reichsführer, l'un de ses anciens « disciples », dans une lettre du 4 octobre 1939.
Ministre de l'Agriculture jusqu'en 1942, il propose, avec l'appui de son ministère, des projets de colonisation de l'Est du continent européen, à l'image des projets élaborés à la demande de Himmler. Neutralisé en 1939, ne constituant plus un concurrent pour Himmler, il est écarté par Hitler à la faveur de la crise alimentaire qui frappe le Reich en 1942, matérialisée par la baisse des rations au mois d'avril. Il démissionne en 1942, officiellement pour des raisons de santé, et ne joue plus aucun rôle jusqu'à la fin du conflit.

## Après la guerre
Darré est arrêté en 1945 et jugé à Nuremberg, au procès des Ministères (1947-1949). Il est acquitté de nombre des accusations les plus lourdes qui pesaient sur lui, en particulier celles liées au génocide, étant parvenu à se présenter comme le défenseur des paysans allemands ; il est cependant condamné à sept ans de réclusion. Libéré en 1950, il meurt à Munich le 5 septembre 1953, d’un cancer du foie probablement lié à l’alcoolisme.
Les écrits de Darré ont une influence importante sur la fraction de l’écologisme d'extrême droite actuelle qui croit dans la décadence de la vie urbaine et la noblesse de l’auto-suffisance[réf. nécessaire]. Ses ouvrages les plus influents sont Das Bauerntum als Lebensquell der nordischen Rasse (1928) et Neuadel aus Blut und Boden (1934), traduits respectivement sous les titres de La Paysannerie en tant que source de vie de la race nordique et La Race, nouvelle noblesse du sang et du sol.
R. Walther Darré est enfin le nom d'un chalutier allemand de 60 m, réquisitionné et armé en patrouilleur par la Kriegsmarine en 1939, et affecté à l'état-major de Saint-Malo en 1940 pour escorter les convois ravitaillant les îles Anglo-Normandes. Torpillé par une vedette rapide anglaise le 4 juillet 1944, l'épave repose désormais par 35 m de fond à 5 milles au nord de la pointe de la Varde, et est régulièrement visitée par les clubs de plongée sous-marine de la région malouine.

## Vie privée
Darré s’est marié deux fois : à Alma Staadt d’abord, de qui il divorça en 1927, puis à Charlotte von Vittinghoff-Scheel, qui lui survécut. Il eut deux filles du premier mariage.

## Théoricien duBlut und Boden
En parallèle à son activité de propagandiste dans les milieux paysans, il s'affirme comme l'un des théoriciens nazis parmi les plus importants dans la mise en place du corpus idéologique du national-socialisme, jouant un rôle de premier plan dans l'adoption par la SS de l'idéologie coloniale agrarienne. Ainsi, dans son principal ouvrage, La Paysannerie comme source de vie de la race nordique, Darré propose à la fois une biographie historique de la race nordique et un éventail des mesures à prendre pour assurer la survie de cette race humaine. Rapidement écarté des sphères de pouvoir, Darré conserve jusqu'à la fin du conflit une influence idéologique intacte sur Himmler et la SS.

### Une pensée agrarienne, raciste et coloniale
Penseur au sein de l'idéologie Blut und Boden, il se fait le chantre, au sein du parti NSDAP, de l'utopie colonisatrice agrarienne, lui conférant une dimension idéaliste et archaïque, accordant sa préférence au premier des deux termes. Dès la fin des années 1920, Darré expose ses idées dans son ouvrage La Paysannerie comme source de vie de la race nordique, qu'il conçoit à la fois comme une rétrospective de la race nordique et comme un manuel de mesures à adopter pour la sauvegarde de la race aryenne, liant rénovation raciale et renouveau agraire.
Dans ce manifeste touffu et laborieux, Darré défend l'idée que les Indogermains constituent en réalité un peuple sédentaire, composé de paysans, à la recherche perpétuelle de nouvelles terres à cultiver, non de guerriers nomades,. Ce serait donc par la guerre et le travail de la terre qu'ils auraient conquis les régions qu'ils ont occupées. Issus d'un territoire que Darré situe dans le Sud de la Suède, ou dans le Nord de l'Allemagne, les Indogermains originels ont conquis progressivement le pourtour nord de la Méditerranée où ils ont fondé les civilisations grecque et romaine.
Pour Darré, la rénovation de la race allemande, sa renordification, passe par l'abandon des villes, « fossoyeurs de la race nordique », abandon théorisé par Otto Ammon, à la fin du XIXe siècle. À ses yeux, les représentants de cette race, les paysans germaniques, sont enracinés sur une terre, la ville ayant non seulement remis en cause la nature du Volk, mais aussi menacé l'existence même du peuple allemand. Plus précisément, la terre ne constitue pas, aux yeux de Darré, une fin en soi, mais le moyen d'assurer la subsistance et la pérennité du modèle de la civilisation nordique.
Pour lier intimement guerre et colonisation, il s'appuie sur la coutume italique du ver sacrum, qui, dans un contexte de grave menace, consiste à vouer à Mars des animaux et des enfants à naître, ces derniers étant envoyés fonder une autre cité : il établit même une correspondance entre les possibilités permises par le climat scandinave, la colonisation possible uniquement entre les mois de mars et mai, et la période durant laquelle se déroule le rite du ver sacrum ; ainsi, au terme du rite, un espace à coloniser se remplit peu à peu de colons, tandis que le trop-plein de population est encouragé à aller coloniser un autre espace. De cette manière, Darré apporte une justification historique à la notion de Lebensraum : la recherche de terres à coloniser par une race indogermanique en constant essor démographique trouve ses racines dans le lointain passé germanique, et est même une constante de l'histoire des peuples indogermaniques, depuis ses origines jusqu'au Troisième Reich, et assume clairement l'expansionnisme territorial du programme du NSDAP durant l'automne 1932 et lors de la fête de la moisson de 1936 et aspire à sa réalisation à moyen terme.
La remise au goût du jour de cette pratique ne constitue pas la seule référence à l'Antiquité dans les conceptions coloniales et racistes de Darré ; il place sa réflexion dans un imaginaire colonial antique, avec des réminiscences spartiates : les populations non germaniques sont ainsi vouées à connaître le sort des hilotes de la cité du Péloponnèse.

### Une réécriture de l'Histoire
Cette recherche constante de terres à coloniser auraient amené des populations indogermaniques à s'établir dans des contrées méditerranéennes, en Grèce et en Italie, ce qui fait dire à Darré, et à l'ensemble des théoriciens racialistes du nazisme, que Grecs et Romains antiques appartiennent à la race indogermanique, ce qui permet d'annexer leur héritage à la germanité : pour ce faire, il rédige une étude sur la maison grecque et romaine, dont il estime le modèle proche, par delà les âges et les distances, de celui de la maison germanique, toutes organisées autour du foyer, du feu comme élément structurant, de la présence d'une autorité patriarcale.
Pour lui, les succès guerriers ont masqué la véritable nature des Indogermains, présentés jusqu'alors comme des soudards et des pillards. Or, ces qualificatifs, avec tous les caractères qui en découlent à ses yeux, prédation, parasitisme, nomadisme, définiraient plutôt les races sémitiques et asiatiques,, ennemies de la paysannerie germanique. Les Indogermains, « substrat » constitué de paysans à la recherche de terres à cultiver, ne se lanceraient dans des opérations de migration et de conquête que pour s'installer sur le sol qu'ils cultiveront par la suite ; Darré érige ainsi le conquérant indogermanique en guerrier paysan s'installant dans des champs ouverts qu'il exploite directement, la ville étant laissée à son sort.
Proposant sa vision de l'Histoire, il s'affirme comme polémiste redoutable face aux opposants au dogme de la race nordique tel qu'il est défini par le NSDAP. Ainsi, au début des années 1930, il prend une position agressive et violente contre les thèses développées par Fritz Kern de l'université de Bonn, celui-ci proposant une écriture de l'Histoire fondée sur l'idée que les peuples nordiques préhistoriques seraient des nomades et non des sédentaires; soutenu par les thèses de ses pairs, il est néanmoins violemment pris à partie par Darré.

## Perception par les contemporains
Proche de Hitler et de Himmler, Richard Darré, inspirateur de la politique agricole et coloniale du Troisième Reich, a également inspiré les propagandistes du régime nazi mais ses écrits ont aussi suscité le dégoût des intellectuels alliés.

### Réception du côté allié
La réputation de Darré est exécrable pendant la guerre, après la diffusion dans Life magazine de cet extrait d’un discours qu’il aurait tenu en 1940 :

« Dès que nous aurons battu l’Angleterre, nous vous détruirons définitivement, vous autres Anglais. Les hommes valides et les femmes entre 16 et 45 ans seront envoyés comme esclaves sur le continent. Les vieux et les faibles seront exterminés. Tous les hommes restants comme esclaves en Angleterre seront stérilisés ; un ou deux millions de jeunes femmes de type nordique seront envoyées dans un certain nombre de fermes de reproduction où, inséminées pendant 10 à 12 ans par des mâles allemands sélectionnés, elles pourront produire chaque année des petits nordiques qui seront élevés comme des Allemands. Ces enfants formeront la future population britannique. Ils seront en partie éduqués en Allemagne et seuls ceux satisfaisant aux critères nazis seront autorisés à retourner en Angleterre pour y résider de manière permanente. Les autres seront stérilisés et iront rejoindre les groupes d’esclaves en Allemagne. Ainsi, en une ou deux générations, les Britanniques auront disparu. »

### Dans la littérature
Même si, contrairement à nombre de dignitaires nazis ayant réellement existé, Walther Darré n'apparaît pas dans le roman Les Bienveillantes de Jonathan Littell, sa figure évoque irrésistiblement la « philosophie de vétérinaire » dénoncée par le personnage de Voss au sujet de l'idéologie völkisch et de la politique raciale nazie.

### Dans l'historiographie
Certains, notamment l'historienne Anna Bramwell, ont présenté Darré comme un « nazi vert », mais cette analyse, appuyée sur la préoccupation de la nature, est aujourd'hui contestée.